# Anaparti
Anaparthi (trước là Anapothavaram) là một mandal thuộc huyện East Godavari, bang Andhra Pradesh, Ấn Độ. The town was named after King Anapotha Reddy of the Rajamahendravaram Dynasty.